# جیمی میستری
جیمی میستری (انگلیسی: Jimi Mistry؛ زادهٔ ۱ ژانویهٔ ۱۹۷۳) یک بازیگر سینما اهل بریتانیا است. وی از سال ۱۹۹۶ میلادی تاکنون مشغول فعالیت بوده‌است.
از فیلم‌ها یا برنامه‌های تلویزیونی که وی در آن نقش داشته است می‌توان به الماس خونین، ۲۰۱۲، راکنرولا، طلسم الا، گورو، شرق شرق است، آزمون و قسمت اشاره کرد.